# Else Christiansen
Else Christiansen (Larvik, 13 mei 1921 - Larvik, 19 september 2017) was een schaatsster uit Noorwegen. Ze won de zilveren medaille tijdens de wereldkampioenschappen schaatsen in 1947.

## Resultaten

### Wereldkampioenschappen
| Jaar | Jaar     | Plaats  | Resultaten | Resultaten                             |
| ---- | -------- | ------- | ---------- | -------------------------------------- |
| 1947 | Allround | Drammen | Allround   | 4e 500 m 3e 1000 m 4e 3000 m 3e 5000 m |

### Noorse kampioenschappen
| Jaar | Resultaten  | Resultaten                             |
| ---- | ----------- | -------------------------------------- |
| 1946 | 6e Allround | 4e 500 m 7e 1000 m 7e 1500 m 2e 3000 m |
| 1947 | Allround    | 3e 500 m 4e 1000 m 3e 1500 m 4e 3000 m |
| 1948 | Allround    | 2e 500 m 4e 1000 m 2e 1500 m 2e 3000 m |

## Persoonlijke records
| Afstand    | Tijd     | Datum            | Baan    |
| ---------- | -------- | ---------------- | ------- |
| 500 meter  | 54,20    | 21 februari 1948 | Larvik  |
| 1000 meter | 1.55,40  | 1 februari 1947  | Tinn    |
| 1500 meter | 2.58,70  | 21 februari 1948 | Larvik  |
| 3000 meter | 6.18,70  | 21 februari 1948 | Larvik  |
| 5000 meter | 11.28,60 | 8 februari 1947  | Drammen |